# Prix Prince-Mahidol
Le prix Prince-Mahidol (Thaïlande: พระราชทาน รางวัล สมเด็จ เจ้าฟ้า มหิดล) est un prix annuel de la famille royale thaïlandaise. Il distingue les professeurs et chercheurs de par le monde pour leurs découvertes ou imminents travaux dans le domaine de la médecine et de la santé publique.

## Fondation Prince Mahidol Award
Le roi Rama IX Bhumibol Adulyadej de Thaïlande a fondé la «Prince Mahidol Fondation Award» le 1er janvier 1992 à l'occasion du 100e anniversaire de la naissance de son père le prince Mahidol, sur proposition de la faculté de médecine et l’hôpital Siriraj. D'abord sous le nom de prix de la Fondation Mahidol, depuis le 28 juillet 1997 en tant que Prince Mahidol Award Foundation. En plus de la prime réelle, la fondation rend hommage à la mémoire du prince Mahidol, qui est considéré comme « le père de la médecine moderne et la santé publique de la Thaïlande».
La princesse Maha Chakri Sirindhorn est présidente du comité de la Fondation.

## Prix Prince-Mahidol
Le prix est décerné chaque année dans deux catégories à des personnalités et des organisations internationales:
- Pour des progrès remarquables dans la médecine
- Pour la promotion active de la santé publique.

Le prix Prince-Mahidol se compose de
- une médaille
- un certificat
- une donation de 100 000 US $.

Processus de mise en candidature :
1. Tout individu ou groupe d'individus peuvent être désignés par une agence gouvernementale nationale, ou par un individu. Les candidatures sont transmises au secrétaire général de la Fondation Prince Mahidol Award.
2. Les formulaires de candidature sont transmis au comité consultatif scientifique pour le dépistage initial.
3. Une fois examiné, le Comité International Award, qui comprend plusieurs experts de renommée mondiale dans les domaines de la médecine et de la santé publique, les examinera et fera des recommandations au conseil d'administration de la Fondation.
4. Conseil d'administration de la Fondation rend l'approbation finale[2]

### Lauréats
Entre 1992 et 2014, 68 prix ont été décernés, dont 31 en médecine et 37 en santé publique.
| Lauréats du prix Prince-Mahidol |        |                                  |                  |                |                                                 |  |
| N°                              | Années | Noms                             | Pays             | Domaines       | Notes                                           |  |
| 1                               | 1992   | William Richard Shaboe Doll      | Royaume-Uni      | Médecine       | décédé (24 juillet 1997)                        |  |
| 2                               | 1992   | Dr Chen Minzhang                 | Chine            | Santé publique | Biographie                                      |  |
| 3                               | 1993   | John B. Stanbury                 | États-Unis       | Médecine       |                                                 |  |
| 4                               | 1993   | Ciro de Quadros (en)             | Brésil           | Santé publique |                                                 |  |
| 5                               | 1994   | William Trager (en)              | États-Unis       | Médecine       | décédé (25 janv. 1997)                          |  |
| 6                               | 1994   | Ho Wang Lee (en)                 | Corée du Sud     | Santé publique |                                                 |  |
| 7                               | 1995   | Egon Diczfalusy                  | Suède            | Médecine       |                                                 |  |
| 8                               | 1995   | Carl Djerassi                    | États-Unis       | Médecine       |                                                 |  |
| 9                               | 1995   | Frederick Sai (en)               | Ghana            | Santé publique |                                                 |  |
| 10                              | 1995   | Nafis Sadik                      | Pakistan         | Santé publique |                                                 |  |
| 11                              | 1996   | Prasong Tuchinda                 | Thaïlande        | Médecine       |                                                 |  |
| 12                              | 1996   | Dr Suchitra Nimmannitya          | Thaïlande        | Médecine       |                                                 |  |
| 13                              | 1996   | Vincent Dole                     | États-Unis       | Santé publique |                                                 |  |
| 14                              | 1997   | Satoshi Ōmura                    | Japon            | Médecine       |                                                 |  |
| 15                              | 1997   | P. Roy Vagelos (en)              | États-Unis       | Médecine       |                                                 |  |
| 16                              | 1997   | Alfred Sommer                    | États-Unis       | Santé publique |                                                 |  |
| 17                              | 1997   | Guillermo Arroyave               | Guatemalan       | Santé publique |                                                 |  |
| 18                              | 1998   | René Favaloro                    | Argentine        | Médecine       | décédé (29 juin 2000)                           |  |
| 19                              | 1998   | Harvey D. White                  | Nouvelle-Zélande | Médecine       |                                                 |  |
| 20                              | 1998   | Kenedy F. Shortridge             | Australie        | Santé publique |                                                 |  |
| 21                              | 1998   | Margaret Chan                    | Hong Kong        | Santé publique |                                                 |  |
| 22                              | 1999   | R. Palmer Beasley (en)           | États-Unis       | Médecine       |                                                 |  |
| 23                              | 1999   | Adetokunbo Lucas (en)            | Nigeria          | Santé publique |                                                 |  |
| 24                              | 1999   | Tore Godal                       | Norvège          | Santé publique |                                                 |  |
| 25                              | 2000   | Ernesto Pollitt                  | Pérou            | Médecine       |                                                 |  |
| 26                              | 2000   | David Barker                     | Royaume-Uni      | Médecine       |                                                 |  |
| 27                              | 2000   | Richard Peto                     | Royaume-Uni      | Santé publique |                                                 |  |
| 28                              | 2000   | Iain Chalmers (en)               | Royaume-Uni      | Santé publique |                                                 |  |
| 29                              | 2001   | David Weatherall                 | Royaume-Uni      | Médecine       |                                                 |  |
| 30                              | 2001   | Lam Sai Kit (en)                 | Malaisie         | Santé publique |                                                 |  |
| 31                              | 2001   | Barry J. Marshall                | Australie        | Santé publique |                                                 |  |
| 32                              | 2002   | Thomas Starzl                    | États-Unis       | Médecine       |                                                 |  |
| 33                              | 2002   | Sir Roy Calne                    | Royaume-Uni      | Médecine       |                                                 |  |
| 34                              | 2002   | Dr Maurice R. Hilleman           | États-Unis       | Santé publique |                                                 |  |
| 35                              | 2002   | Dr P. Helena Makela              | Finlande         | Santé publique |                                                 |  |
| 36                              | 2003   | Herbert L. Needleman             | États-Unis       | Santé publique |                                                 |  |
| 37                              | 2003   | China Cooperative Research Group | Chine            | Médecine       | sur Qinghaosu et ses dérivés antipaludiques     |  |
| 38                              | 2004   | Norman Sartorius                 | Allemagne        | Médecine       |                                                 |  |
| 39                              | 2004   | Jonathan M. Samet                | États-Unis       | Santé publique |                                                 |  |
| 40                              | 2005   | Harald zur Hausen                | Allemagne        | Santé publique |                                                 |  |
| 41                              | 2005   | Eugene Goldwasser                | États-Unis       | Médecine       |                                                 |  |
| 42                              | 2006   | Stanley Schultz (en)             | États-Unis       | Médecine       |                                                 |  |
| 43                              | 2006   | Richard A. Cash (en)             | États-Unis       | Santé publique |                                                 |  |
| 44                              | 2006   | David R. Nalin                   | États-Unis       | Santé publique |                                                 |  |
| 45                              | 2006   | Dilip Mahalanabis (en)           | Inde             | Santé publique |                                                 |  |
| 46                              | 2007   | Basil Stuart Hetzel              | Australie        | Santé publique |                                                 |  |
| 47                              | 2007   | Dr Sanduk Ruit                   | Népal            | Santé publique |                                                 |  |
| 48                              | 2007   | Professor Dr Axel Ullrich        | Allemagne        | Médecine       |                                                 |  |
| 49                              | 2008   | Sergio Henrique Ferreira         | Brésil           | Médecine       | facteur potentialisant la bradykinine           |  |
| 50                              | 2008   | Michiaki Takahashi               | Japon            | Santé publique | vaccin contre la varicelle                      |  |
| 51                              | 2008   | Professor Yu Yongxin             | Chine            | Santé publique | vaccin SA14-14-2 contre l'encéphalite japonaise |  |
| 52                              | 2009   | Anne Mills                       | Royaume-Uni      | Médecine       |                                                 |  |
| 53                              | 2009   | Dr Wiwat Rojanapithayakorn       | Thaïlande        | Santé publique |                                                 |  |
| 54                              | 2009   | Mechai Viravaidya                | Thaïlande        | Santé publique |                                                 |  |
| 55                              | 2010   | Robert E. Black                  | États-Unis       | Santé publique | la nutrition infantile                          |  |
| 56                              | 2010   | Kenneth H. Brown                 | États-Unis       | Santé publique | La nutrition                                    |  |
| 57                              | 2010   | Kevin Marsh                      | Royaume-Uni      | Médecine       | épidémiologie immunitaire du paludisme          |  |
| 58                              | 2010   | Ananda S. Prasad                 | États-Unis       | Santé publique | syndrome de carence en zinc                     |  |
| 59                              | 2010   | Nicholas J. White                | Royaume-Uni      | Médecine       | leader du traitement du paludisme               |  |
| 60                              | 2011   | Ruth F. Bishop                   | Australie        | Santé publique |                                                 |  |
| 61                              | 2011   | Aaron T. Beck                    | États-Unis       | Médecine       |                                                 |  |
| 62                              | 2011   | David T. Wong                    | États-Unis       | Médecine       |                                                 |  |
| 63                              | 2012   | Michael David Rawlins            | Royaume-Uni      | Médecine       |                                                 |  |
| 64                              | 2012   | Uche Veronica Amazigo            | Nigeria          | Santé publique |                                                 |  |
| 65                              | 2013   | Jim Yong Kim                     | États-Unis       | Santé publique | Lutte contre le SIDA                            |  |
| 66                              | 2013   | David D. Ho                      | États-Unis       | Médecine       |                                                 |  |
| 67                              | 2013   | Anthony Fauci                    | États-Unis       | Médecine       |                                                 |  |
| 68                              | 2013   | Peter Piot                       | Belgique         | Santé publique |                                                 |  |
| 69                              | 2014   | Donald A. Henderson              | États-Unis       | Santé publique |                                                 |  |
| 70                              | 2014   | Akiro Endo                       | Japon            | Médecine       |                                                 |  |
|                                 | 2015   | Michael Gideon Marmot            | Royaume-Uni      | Santé publique |                                                 |  |
|                                 | 2015   | Morton M. Mower                  | États-Unis       | Médecine       |                                                 |  |
|                                 |        |                                  |                  |                |                                                 |  |

## Prince Mahidol Award Conference
La « Prince Mahidol Award Conference » (PMAC) est une conférence internationale annuelle consacrée aux questions de politique en santé publique dans le monde. Elle est organisée par la Fondation Prince Mahidol Award, le ministère thaïlandais de la Santé publique, et leurs partenaires : institutions et organismes mondiaux. Elle est l'occasion d'aborder ou de présenter, tant pour les acteurs du public ou du privé, les recherches et perspectives en matière de politique pour la santé. Les PMAC se déroulent en Thaïlande, depuis 2007.